# Aparecida Santana Soares
Aparecida Santana Soares (21 de abril de 1978) es una deportista brasileña que compitió en taekwondo. Ganó una medalla de bronce en el Campeonato Panamericano de Taekwondo de 2000 en la categoría de –59 kg.

## Palmarés internacional
| Campeonato Panamericano | Campeonato Panamericano | Campeonato Panamericano | Campeonato Panamericano |
| Año                     | Lugar                   | Medalla                 | Categoría               |
| ----------------------- | ----------------------- | ----------------------- | ----------------------- |
| 2000                    | Oranjestad (Aruba)      | Medalla de bronce       | –59 kg                  |